# Noluthando Mayende-Sibiya
Noluthando Mayende-Sibiya, est une femme politique sud-africaine et ancienne syndicaliste. Elle est la première femme ministre des Femmes, de la Jeunesse, des Enfants et des Personnes handicapées de mai 2009 à octobre 2010 en Afrique du Sud. Elle est aussi la première femme présidente de la fédération du Syndicat national des travailleurs de l'éducation, de la santé et des secteurs connexes de 2004 à 2009.
Infirmière de profession, Mayende-Sibiya rejoint le syndicat Nehawu au Natal en 1988. Durant son mandat en tant que présidente du syndicat, elle devient  une  célèbre personnalité  au sein de l’ Alliance tripartite : de 2007 à 2012, siégeant au Comité central du Parti communiste sud-africain ainsi qu'au  Comité exécutif national du Congrès national africain (ANC).
À la suite des élections générales de 2009, Mayende-Sibiya obtient un siège de l'ANC à l'Assemblée nationale et est nommée au cabinet par le président Jacob Zuma. Elle y  reste en fonction pendant moins de deux ans avant d’être démise à la fin  du mois d'octobre 2010. Elle conserve  son siège à l'Assemblée nationale pendant trois mois, avant sa démission en février 2011 lorsque Zuma la nomme ambassadrice d'Afrique du Sud en Égypte.

## Jeunesse et carrière d'infirmière
Sibiya vit quelques années au Swaziland dans sa jeunesse après que sa famille s'y est exilée  pendant l'apartheid. Elle a suivi une formation d'infirmière à la McCord School of Nursing de Durban en 1983 et, deux ans plus tard, elle obtient son diplôme de sage-femme à  Hospital King Edward Memorial. De 1985 à 2007, elle   exerce comme infirmière professionnelle à l'hôpital Prince Mshiyeni Memorial d'Umlazi, où elle devient infirmière professionnelle en chef en 2007. Outre son engagement syndical, Mayende-Sibiya est membre du Front démocratique uni, une organisation anti-apartheid, depuis la moitié des années 1980,.

## Carrière syndicale: 1988–2009
En 1988, alors qu'elle travaille à Prince Mshiyeni, Mayende-Sibiya rejoint le Syndicat national des travailleurs de l'éducation, de la santé et des secteurs connexes (Nehawu). Elle est l'une des premières professionnelles à intégrer le syndicat à une époque où celui-ci se compose majoritairement de cols bleus.Sdumo Dlamini est infirmière et membre du syndicat  quii travaille dans le même hôpital. Mayende-Sibiya a gravi les échelons  au sein Nehawu  pour devenir la  deuxième vice-président du syndicat de 1998 à 2004, sous la présidence de Vusi Nhlapo.

### président de Nehawu
En juillet 2004, lors du congrès national de Nehawu à Pretoria, Mayende-Sibiya  ejecte Nhlapo de la présidence en remportant 243 voix contre 243 pour Nhlapo. Elle devient  ainsi  la première femme à occuper ce poste,, et son élection est considérée comme un triomphe pour l'aile gauche du syndicat.

### Alliance tripartite
Durant sa présidence de Nehawu, Mayende-Sibiya est considérée comme un soutien politique de Zwelinzima Vavi, le secrétaire général controversé du Congrès des syndicats sud-africains (Cosatu). Elle occupe également des postes de directions au sein des deux partenaires de l'Alliance tripartite de la Cosatu: le Parti communiste sud-africain (SACP) et le Congrès national africain (ANC). Elle est notamment élue pour un mandat de cinq ans au Comité central du SACP lors du 12e Congrès national du parti, qui s'est déroulé à Port Elizabeth en juillet 2007.
Ensuite, lors de la 52e Conférence nationale de l'ANC en décembre 2007, elle est élue de justesse simultanément pour un mandat de cinq ans en tant que membre du Comité exécutif national de l'ANC ; sa candidature est soutenue par la Cosatu,. En termes de nombre de voix, elle est classée 79e sur les 80 membres ordinaires élus au comité, avec  1 345  voix  sur environ 4 000  des délégués votants. Elle siège aussi au sein du très influent Comité national de travail de l'ANC, après y avoir été cooptée  à la suite du  décès de Ncumisa Kondlo.

## Assemblée nationale: 2009-2011
Lors des élections générales d'avril 2009, Mayende-Sibiya est élue à  un siège à l'Assemblée nationale, la chambre basse du Parlement sud-africain. Elle faiit partie des trois syndicalistes – avec Alina Rantsolase et Thulas Nxesi – qui représentent l’ANC par le biais de l’Alliance tripartite. Elle quitte son poste  de Nehawu pour occuper ce siège ; la présidence  du syndicat  assure par intérim  par son ancien adjoint, Lulamile Sotaka, jusqu'à l'élection de  Mzwandile Makwayiba comme successeur  permanent en octobre 2010.

### ministre du Cabinet
Le 10 mai 2009, Mayende-Sibiya  est nommée dans le cabinet du premier mandat du président nouvellement élu Jacob Zuma,. Elle est désignée ministre des Femmes, de la Jeunesse, de l'Enfance et des Personnes handicapées, un nouveau portefeuille à la suite d'une résolution de la 52e Conférence nationale de l'ANC.
En novembre 2009, des écrits médiatiques commencent à faire surface dans lesquels des sources internes du ministère mettaient en  doutes question la compétence de Mayende-Sibiya,,. À la fin de l'année, le Mail & Guardian  rmentionne que, bien que Mayende-Sibiya est une personnalité nfluente au sein de l'ANC et du SACP, son département manque d'un programme clair et elle ne consulte pas les associations  de femmes de la société civile. Un sondage réalisé en 2010 auprès des lecteurs du même journal montre que Mayende-Sibiya est parmi les trois ministres les moins populaires du gouvernement. La Ligue des femmes de l'ANC exprime son nsatisfaction  quant à ses performances, mais la présidente de l'ANC, Baleka Mbete, la défend en septembre 2010 en  affirmant qu'elle est mise à l'écart « parce qu'elle est une femme ».
Le 31 octobre 2010, le président Zuma annonce un important remaniement ministériel au cours duquel Mayende-Sibiya est limogé et remplacé par Lulu Xingwana. Le parti d'opposition , l'Alliance démocratique,, salue son départ et ensuite déclare plus tard qu'elle est « une honte nationale ». Elle a conservé  son siège au parlement en tant que  simple députée

### Démission
En février 2011 elle annonce que Mayende-Sibiya qu'elle est nommée ambassadeur d'Afrique du Sud en Égypte. Elle démissionne de l'Assemblée nationale le 9 février en laissant son siège à Judith Tshabalala. Elle arrive au Caire en avril 2011.

## Vie personnelle
Mayende-Sibiya est mariée. En août 2007, elle a parlé publiquement de son expérience de violence conjugales dans un précédant mariage, déclarant qu'elle avait quitté son ex-mari en 1991 après que celui-ci l'avait aspergée de benzine et menacé de la brûler vive.

## Note et Références

### Note
- (en) Cet article est partiellement ou en totalité issu de l’article de Wikipédia en anglais intitulé « Noluthando Mayende-Sibiya » (voir la liste des auteurs).